# 有机镉化合物

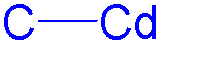
有机镉化合物中有至少一个碳-镉键

有机镉化合物是含有碳-镉键的一类金属有机化合物。

## 制备
格氏试剂和有机锂试剂与卤化镉反应，可以得到二烃基镉，如：
2 CH3CH2MgBr + CdBr2 → CH3CH2CdCH2CH3 + 2 MgBr2
炔烃和二甲基镉或二氨基镉反应，可以得到镉的炔基化合物：
2 PhC≡CH + Cd(NH2)2 → (PhC≡C)2Cd + 2NH3↑
芳基镉化合物还可以通过芳基羧酸的脱羧得到，如Cd(OCOC6H5)2在220℃以上脱羧，得到Cd(C6F5)2。

## 性质
二烷基镉和醇反应，生成烷基烷氧基镉，如：
(CH3)2Cd + C3H7OH → CH3CdOC3H7 + CH4↑
如果使用甲醇或乙醇，得到的产物为四聚体。